# 四大天王
四大天王（しだいてんのう／よんだいてんのう）あるいは香港四天王（ホンコンしてんのう）は、香港を代表する4人の歌手・俳優で、張学友（ジャッキー・チュン）、劉徳華（アンディ・ラウ）、郭富城（アーロン・クオック）、黎明（レオン・ライ）の総称。1990年代初めに若手と呼ばれた彼等は今でも第一線で活躍しており、その存在感はすでに大御所の域に達している。
これとは異なる顔ぶれを香港四天王とすることがある。2017年9月4日、ネットユーザーが厳選したものとして新浪が発表した。成龍（ジャッキー・チェン）、周星馳（チャウ・シンチー）、周潤發（チョウ・ユンファ）、劉徳華（アンディ・ラウ）の総称。

## その他
- 四小天王（香港）：陳奕迅（イーソン・チャン）、古天楽（ルイス・クー）、陳冠希（エディソン・チャン）、謝霆鋒（ニコラス・ツェー）
- 四小天王（台湾）：金城武、林志穎（ジミー・リン）、蘇有朋（アレック・スー）、呉奇隆（ニッキー・ウー）。香港の四小天王に対抗して台湾メディアが選定
- 新四大天王（香港）：李克勤（ハッケン・リー）、許志安（アンディ・ホイ）、古巨基（レオ・クー）、梁漢文（エドモンド・リョン）
- 四大天王 (台湾の音楽グループ)：四大天王の物まねを披露したことがきっかけで結成された。欧漢声、羅志祥（ショウ・ルオ）、陳顕政、陳中威。1998年解散。